# A magyar női labdarúgó-válogatott mérkőzései 1985-ben
A magyar női labdarúgó-válogatott első hivatalos mérkőzését 1985. április 9-én játszotta az NSZK ellen. A Siófokon megrendezett találkozó 1–0-s magyar győzelemmel ért véget. Az év során összesen hat mérkőzést vívott a csapat, ebből három Európa-bajnoki-selejtező volt.
Szövetségi kapitány:
- Tóth Ferenc

## Mérkőzések
| 1. mérkőzés 1985. április 9. | Magyarország | 1 – 0             | NSZK | Siófok Nézőszám: 2 000 Játékvezető: Kovács I László (HUN) |
| 1. mérkőzés 1985. április 9. | Vrábel 35'   | (1 – 0) Részletek |      | Siófok Nézőszám: 2 000 Játékvezető: Kovács I László (HUN) |

| 2. mérkőzés 1985. április 14. | Csehszlovákia                             | 2 – 2             | Magyarország         | Pozsony Nézőszám: 3 000 Játékvezető: Müller (GDR) |
| 2. mérkőzés 1985. április 14. | Chalupková 47' J. Novaková 56' (11-esből) | (0 – 1) Részletek | Lovász 28' Bárfy 54' | Pozsony Nézőszám: 3 000 Játékvezető: Müller (GDR) |

| 3. mérkőzés 1985. április 27. Eb-selejtező | Magyarország | 1 – 0             | Spanyolország | Szekszárd Nézőszám: 5 000 Játékvezető: Octavian Ştreng (ROU) |
| 3. mérkőzés 1985. április 27. Eb-selejtező | Lovász 54'   | (0 – 0) Részletek |               | Szekszárd Nézőszám: 5 000 Játékvezető: Octavian Ştreng (ROU) |

| 4. mérkőzés 1985. május 25. Eb-selejtező | Magyarország                       | 2 – 3             | Olaszország                                          | Gyöngyös Nézőszám: 4 000 Játékvezető: Franz Latzin (AUT) |
| 4. mérkőzés 1985. május 25. Eb-selejtező | Bárfy 26' Szegediné 61' (11-esből) | (1 – 1) Részletek | Golin 22' 67' Ferraguzzi 61' Morace 64' Vignotto 74' | Gyöngyös Nézőszám: 4 000 Játékvezető: Franz Latzin (AUT) |

| 5. mérkőzés 1985. szeptember 21. | Magyarország                         | 2 – 1             | Csehszlovákia                 | Síküveggyári pálya, Salgótarján Nézőszám: 1 000 Játékvezető: Huták Antal (HUN) |
| 5. mérkőzés 1985. szeptember 21. | Vrábel 14' Szegediné 26' Kiss M. 45' | (2 – 0) Részletek | Haniáková 43' A. Novaková 46' | Síküveggyári pálya, Salgótarján Nézőszám: 1 000 Játékvezető: Huták Antal (HUN) |

| 6. mérkőzés 1985. október 12. Eb-selejtező | Svájc        | 1 – 2             | Magyarország                | Ceasuy-stadion, Renens Nézőszám: 1 000 Játékvezető: Jean-Marie Lartigot (FRA) |
| 6. mérkőzés 1985. október 12. Eb-selejtező | Poncioni 34' | (1 – 1) Részletek | Bárfy 31' Kiss Lászlóné 67' | Ceasuy-stadion, Renens Nézőszám: 1 000 Játékvezető: Jean-Marie Lartigot (FRA) |